# Junior Gourrier
Junior Gourrier (ur. 23 kwietnia 1992 w Bangi) – środkowoafrykański piłkarz grający na pozycji pomocnika. Od 2019 jest zawodnikiem klubu DFC 8ème Arrondissement.

## Kariera klubowa
Swoją karierę Gourrier rozpoczął w klubie DFC 8ème Arrondissement. W sezonie 2011 zadebiutował w jego barwach w pierwszej lidze środkowoafrykańskiej. W debiutanckim sezonie wywalczył z nim mistrzostwo kraju. W sezonie 2011/2012 grał w gabońskim AS Pélican, po czym latem 2012 wrócił do DFC 8ème Arrondissement. W sezonie 2015 został z nim mistrzem Republiki Środkowoafrykańskiej. W 2016 roku występował w kameruńskim Bamboutos FC, a w sezonie 2017/2018 wywalczył mistrzostwo Republiki Środkowoafrykańskiej z SCAF Tocages. W 2018 roku był zawodnikiem gabońskiego AS Mangasport, z którym został mistrzem kraju. W 2019 ponownie został piłkarzem DFC 8ème Arrondissement. W sezonie 2020/2021 został z nim mistrzem ligi.

## Kariera reprezentacyjna
W reprezentacji Republiki Środkowoafrykańskiej Gourrier zadebiutował 6 marca 2007 roku w przegranym 2:3 meczu CEMAC Cup 2007 z Czadem. Od 2007 do 2021 wystąpił w kadrze narodowej 22 razy i strzelił 4 gole.